# クリスタルライナー
クリスタルライナーは、山梨県甲府市・甲斐市・韮崎市・北杜市と京都府京都市・大阪府大阪市を結ぶ高速バス路線である。
全席指定制なので、あらかじめ乗車券を購入しなければならない。

## 概要

### 初の山梨 - 関西直結交通
当路線開設以前は、甲府と関西を直結する公共交通機関は存在しなかったが、山梨県と関西は商業的な結び付きもあり、関西から山梨への観光需要も高く、甲府と関西を直行するバスには一定の需要があると判断された。高需要と見込まれたうえに、直結する交通機関がないために競合にさらされる恐れもなかった。
また、近鉄バスは夜行バスのワンマン運行による運行コスト削減のノウハウがあったが、甲府までの距離はワンマン運行に適した距離であり、運行コストも比較的安くて済むとされたことから、当路線の開設へゴーサインを出すこととなった。
結果は大成功で、1便あたり平均約25人という高乗車率を叩き出し、繁忙期は連日満席となった。この高需要に対処するため、近鉄バスは2階建てバスを導入、山梨交通も夜行専用の新車を投入した。
2004年3月には「昼特急ブーム」に乗る形で当路線にも昼行便も追加されたが、当初は夜行便と同額の運賃設定であったため、昼行便としては割高であり、利用率は夜行便ほど高いものではなかった。
このため2005年11月には4列シートにグレードダウンした上で運賃を一律1,000円値下げした
それでも、当路線と類似した経路でより長距離を走る中央道昼特急号（2019年5月廃止）より高いが、中央道昼特急は山梨県内に停車する停留所がなく、事実上は本便の独占が続いている。

### 当路線の及ぼした影響
「クリスタルライナー」の成功は、山梨県と県外とを結ぶ高速バスの需要が旺盛であることを証明した格好となった。近鉄バスは、当路線に続く対山梨路線の2路線目として、富士急山梨バスと共同で大阪・京都 - 沼津・御殿場・河口湖・富士吉田（臨時で富士山五合目）線「フジヤマライナー」を開設した。また山梨交通もクリスタルライナーが開設される前の高速バス路線は中央高速バスのみであったが当路線の成功を受けて羽田空港線・成田空港線・名古屋線を矢継ぎ早に開設した。山梨県には、「クリスタルライナー」をきっかけに山梨からの高速バスネットワークは急速に拡大し、鉄道では直行できない区間での潜在需要を高速バスが開拓した。

## 運行会社
- 山梨交通（敷島営業所）
- 近鉄バス（八尾営業所）

## 運行経路および停車停留所
甲府駅 - 湯村温泉 - 敷島仲町 - 竜王駅 - 韮崎駅 - 桐の木 - （須玉IC） - （中央自動車道） - 中央道長坂・高根 - 中央道八ヶ岳 - 中央道小淵沢 - （小牧JCT） - （名神高速道路） - （京都東IC） - 京都駅八条口（F3のりば） - （京都南IC） - （名神高速道路） - 名神大山崎 - 名神高槻 - 名神茨木インター - （豊中IC） - （阪神高速道路） - （梅田出入口 <大阪行> / 福島出入口 <甲府行> ） - 大阪駅前（地下鉄東梅田駅） - 近鉄なんば駅西口（OCATビル） - あべの橋駅（JR天王寺駅） - ユニバーサル・スタジオ・ジャパン（甲府発大阪行夜行便のみ）
※大阪駅前（地下鉄東梅田駅）は定期便（1号車）のみ乗降扱いを行い、臨時便（2号車以降）は停車しない。

### 途中休憩
- 大阪行・甲府行ともに
  - 夜行便は基本的に途中の開放休憩は取らず、乗務員仮眠のためにSA・PAに停車するが、乗客が降りることはできない。
  - 昼行便では道路状況にもよるが2～3回程度休憩をとる。所定の休憩地点は恵那峡SA・養老SAであり、大阪行の養老、甲府行の恵那峡では昼食時間帯となるため、30～40分と長めに休憩をとる。

## 運行回数
- 1日2往復（昼行1往復・夜行1往復）、毎日運行

## 歴史
- 2000年（平成12年）9月30日 - 運行開始（山梨交通初、山梨県発着初の夜行高速バス）[1]。

※当初の停車地は、甲府駅・韮崎駅・京都駅・難波・上本町・あべの橋 であった。
- 2001年（平成13年）
  - 3月30日 - 大阪側の停車地変更。大阪行は上本町を非経由とし、USJまで延長。
  - 12月16日 - 近鉄バスが当路線で2階建てバスの運用を開始。
- 2002年（平成14年）8月1日 - 大山崎・高槻・茨木インターに停車開始。
- 2004年（平成16年）
  - 3月19日 - 昼行便新設。あわせて大阪駅前（東梅田）停車開始、甲府行も上本町を非経由とする。
  - 10月15日 - 小淵沢・八ヶ岳・長坂高根・桐の木・敷島仲町・湯村温泉に停車開始。
- 2005年（平成17年）11月9日 - 昼行便の運賃を値下げ。
- 2012年（平成24年）
  - 1月10日 - 同年3月29日までの月曜日から木曜日まで運賃値下げを実施。
  - 2月10日 - 「韮崎」停留所と「敷島仲町」停留所の間、「竜王」停留所を新設（昼行便・夜行便とも停車）[3]。
- 2016年（平成28年）7月1日 - 近鉄バスが昼行便の運行を一時休止したため、山梨交通で代わりに昼行便を往復とも運行した。また、7月と9月の2か月間限定の昼行便割引を実施した。
- 2017年（平成29年）2月1日 - 近鉄バスが昼行便の運行に復帰した。
- 2019年（令和元年）6月21日 - 運賃改定[4]。
- 2020年（令和2年）
  - 4月10日 - 新型コロナウイルス感染拡大の影響により、この日の出発便より同年5月7日（のち同年6月14日まで延長）出発便まで運休[5][6]。
  - 6月15日 - この日の出発便より運行を再開[7][8]。

## 使用車両

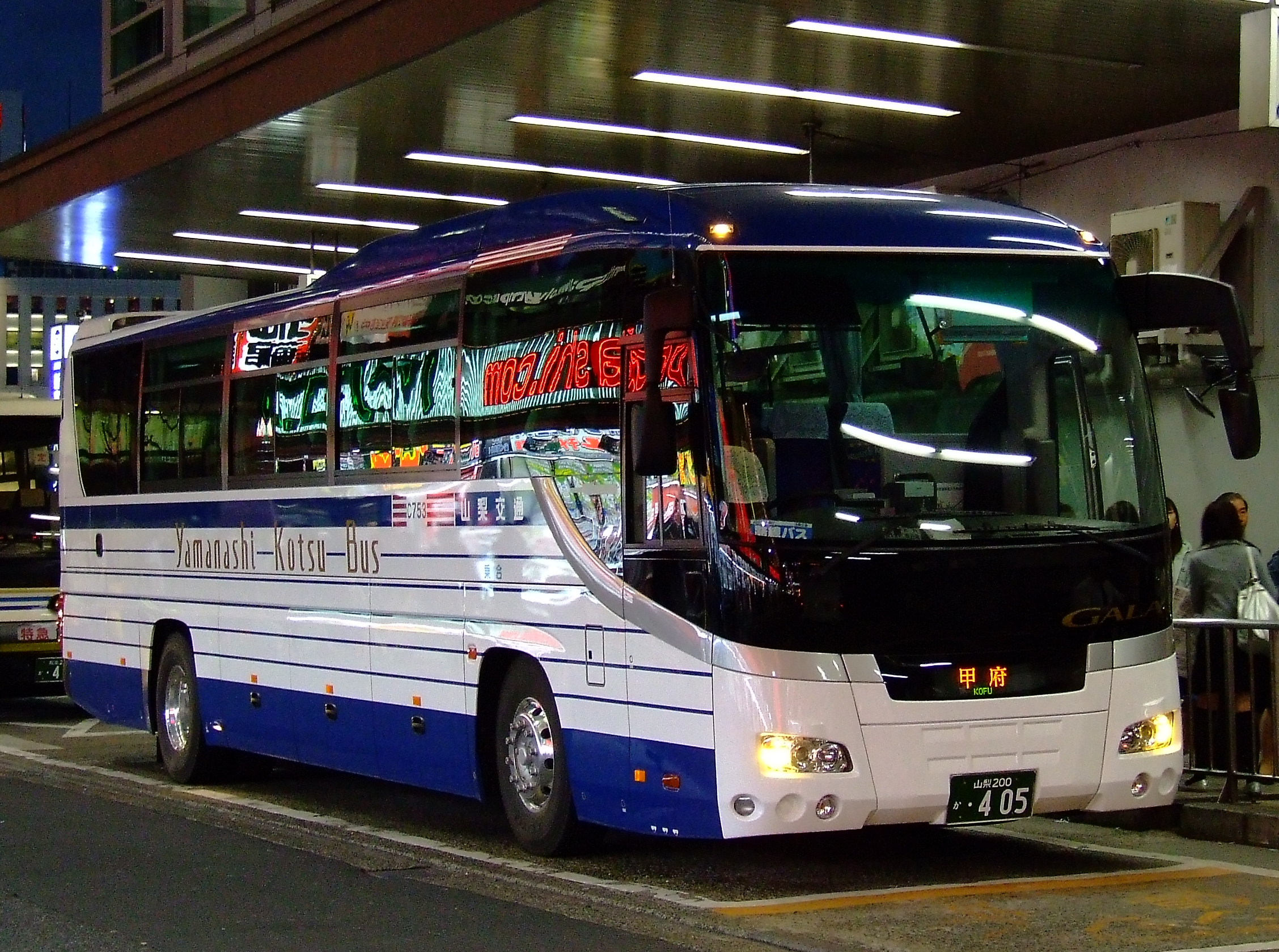
昼行便に使用される山梨交通の車両（共通運用の中央高速バス甲府線）

夜行便は独立3列シート、昼行便は4列シート車がそれぞれ使用される。どちらもトイレつき車両である。
山梨交通
山交初の夜行路線でありそれまで夜行仕様車が存在しなかったが、初期コストを抑えるために当初は中央高速バスから1台（いすゞ・スーパークルーザー）を夜行仕様に改造の上転用、同時に近鉄バスから日野・グランデッカ1台を購入し、あわせて2台体制であった。その後、当路線の好調をうけていすゞ・ガーラの新車を1台導入し、繁忙期には増車のために3台をすべて投入することもあった。その後、日野・グランデッカが廃車されたため、2台体制となり、2008年12月にいすゞ・ニューガーラの新車を1台導入した。2016年12月にいすゞ・ガーラが廃車、同時に佐土原バスからいすゞ・ニューガーラを購入し、現在も2台体制を維持している。
2004年の昼行便運行開始当初は、夜行仕様の3列シート車（スーパークルーザー）が使用されていたが、2005年の運賃値下げに伴い、中央高速バスと共通運用の4列シート・トイレつき車両（ガーラまたはニューガーラ）が使用されている。2019年8月20日より再度夜行仕様の3列シート車（ニューガーラ）が使用される。
近鉄バス
当初は他の夜行路線と同様の日野・セレガを使用していたが、乗客数が好調に推移し、満席になるケースも多いことから、2階建てバスの三菱ふそう・エアロキングを導入した。近鉄担当夜行便の1号車は原則としてエアロキングとなるが、検査等でセレガに差し替わることもある。昼行便は他の昼行路線と同様の4列シート・トイレつきのセレガが使用される。その後、2015年6月をもってエアロキングの運用を撤退しその後、日野・セレガのSHDを運用した。その後、2015年12月から日野・ニューセレガの運用に変更した。